# Composé 48/80
Le 48/80, Composé 48/80 ou Compound 48/80 est un polymère produit par une réaction de condensation du N-méthyl-p-méthoxyphénéthylamine avec le formaldéhyde.

## Effets
Il promeut la sécrétion d'histamine dans l'organisme. Chez l'animal de laboratoire, ceci se traduit par une hyperalgésie (forte douleur) et l'apparition d'œdèmes.
Dans le domaine de la recherche médicale et en biochimie, le composé 48/80 est utilisé pour induire la dégranulation.